# Martin Birch
Martin Birch (* 27. Dezember 1948 in Woking; † 9. August 2020) war ein britischer Rock- und Heavy-Metal-Produzent und Tontechniker, der durch seine Arbeit mit Deep Purple und Iron Maiden bekannt wurde.
Birch produzierte des Weiteren für musikalisch artverwandte Bands Deep Purples, wie etwa Rainbow, Paice, Ashton & Lord, Whitesnake, Roger Glover, Jon Lord, The Michael Schenker Group/MSG, aber auch Fleetwood Mac, Black Sabbath, Wayne County & The Electric Chairs und Blue Öyster Cult. Auf dem Album Mystery to Me von Fleetwood Mac (1973) spielte er auch Akustikgitarre.
Der Song Hard Lovin’ Man vom Deep-Purple-Album Deep Purple in Rock ist ihm gewidmet: “For Martin Birch – catalyst”.
1992, nach der Produktion von Iron Maidens Fear of the Dark, hörte er mit dem Produzieren auf. Birch wirkte auch am Musikvideo Holy Smoke von Iron Maiden mit.
Martin Birch gab generell keine Interviews, weswegen über sein Privatleben nichts bekannt ist.

## Diskografie (Auswahl)

### Für Fleetwood Mac
- 1969: Then Play On (Tontechniker)
- 1970: Kiln House (Tontechniker)
- 1972: Bare Trees (Tontechniker)
- 1973: Penguin (Produzent, Tontechniker, Mix)
- 1973: Mystery to Me (Produzent, Tontechniker, Gitarre)

### Für Deep Purple
- 1969: Concerto for Group and Orchestra (Tontechniker)
- 1970: Deep Purple in Rock (Tontechniker)
- 1971: Fireball (Tontechniker)
- 1972: Machine Head (Tontechniker)
- 1972: Made in Japan (Tontechniker)
- 1973: Who Do We Think We Are (Tontechniker)
- 1974: Burn (Tontechniker, Mix)
- 1974: Stormbringer (Produzent, Tontechniker, Mix)
- 1975: Come Taste the Band (Produzent, Tontechniker, Mix)
- 1976: Made in Europe (Produzent, Tontechniker, Mix)
- 1977: Last Concert in Japan (Produzent, Tontechniker)

### Für Wishbone Ash
- 1970: Wishbone Ash (Tontechniker)
- 1971: Pilgrimage (Tontechniker)
- 1972: Argus (Tontechniker)

### Für Rainbow
- 1975: Ritchie Blackmore’s Rainbow (Produzent, Tontechniker, Mix)
- 1976: Rising (Produzent, Tontechniker, Mix)
- 1977: On Stage (Produzent, Tontechniker, Mix)
- 1978: Long Live Rock ‘n’ Roll (Produzent, Tontechniker, Mix)
- 1986: Finyl Vinyl (Produzent)

### Für Whitesnake
- 1978: Snakebite (Produzent)
- 1978: Trouble (Produzent)
- 1978: Live at Hammersmith (Produzent)
- 1979: Lovehunter (Produzent, Tontechniker)
- 1980: Ready an’ Willing (Produzent, Tontechniker, Mix)
- 1980: Live…In the Heart of the City (Produzent, Tontechniker)
- 1981: Come an’ Get It (Produzent, Tontechniker, Mix)
- 1982: Saints & Sinners (Produzent, Tontechniker, Mix)
- 1984: Slide It In (Produzent)

### Für Black Sabbath
- 1980: Heaven and Hell (Produzent, Tontechniker)
- 1981: Mob Rules (Produzent, Tontechniker)

### Für Blue Öyster Cult
- 1980: Cultösaurus Erectus (Produzent, Tontechniker)
- 1981: Fire of Unknown Origin (Produzent, Tontechniker)

### Für Iron Maiden
- 1981: Killers (Produzent, Tontechniker)
- 1982: The Number of the Beast (Produzent, Tontechniker)
- 1983: Piece of Mind (Produzent, Tontechniker, Mix)
- 1984: Powerslave (Produzent, Tontechniker, Mix)
- 1985: Live After Death (Produzent, Tontechniker, Mix)
- 1986: Somewhere in Time (Produzent, Tontechniker)
- 1988: Seventh Son of a Seventh Son (Produzent, Tontechniker, Mix)
- 1990: No Prayer for the Dying (Produzent, Tontechniker, Mix)
- 1992: Fear of the Dark (Produzent, Tontechniker, Mix)

### Für andere Künstler
- 1969: Jeff Beck – Beck-Ola (Tontechniker)
- 1970: Peter Green – The End of the Game (Tontechniker)
- 1970: The Groundhogs – Thank Christ for the Bomb (Tontechniker)
- 1971: Stackridge – Stackridge (Tontechniker)
- 1971: Canned Heat, John Lee Hooker – Hooker ‘n Heat (Mixdown (Tontechniker))
- 1971: Jon Lord – Gemini Suite (Tontechniker)
- 1971: Skid Row – 34 Hours (Tontechniker)
- 1971: Toad – Toad (Tontechniker)
- 1971: Faces – Long Player (Tontechniker)
- 1972: Silverhead – Silverhead (Produzent)
- 1972: Toad – Tomorrow Blue (Tontechniker)
- 1972: Flash – Flash (Tontechniker)
- 1972: Flash – In the Can (Tontechniker)
- 1973: Gary Moore – Grinding Stone (Produzent, Tontechniker)
- 1974: Tony Ashton, Jon Lord – First of the Big Bands (Tontechniker)
- 1976: Jon Lord – Sarabande (Produzent, Tontechniker, Mix)
- 1977: Paice, Ashton & Lord – Malice in Wonderland (Tontechniker)
- 1978: The Electric Chairs – The Electric Chairs (Produzent)
- 1978: Wayne County & The Electric Chairs – Storm the Gates of Heaven (Produzent)
- 1978: Wayne County & The Electric Chairs – Blatantly Offensive E.P. (Produzent)
- 1978: Roger Glover – Elements (Produzent)
- 1979: Cozy Powell – Over the Top (Produzent)
- 1982: Michael Schenker Group – Assault Attack (Produzent, Tontechniker)